# Donnay (marque)
Pour les articles homonymes, voir Donnay.
Donnay est une entreprise belge spécialisée dans le tennis créée en 1910 par Émile Donnay. Depuis, la marque a été rachetée dernièrement (années 2000) par le groupe britannique Sports Direct International PLC.

## Histoire
En 1910, le Belge Émile Donnay fonde l'entreprise Donnay. Quatorze années plus tard, Émile construit les locaux de la firme à Couvin en  Belgique. En 1934, l'entreprise Donnay fabrique sa première raquette de tennis en bois.
Rod Laver, Margaret Smith Court et Cliff Drysdale jouèrent avec une raquette Donnay. En 1975, après avoir remporté son premier titre en Grand Chelem à Roland Garros, Björn Borg signe son premier contrat avec Donnay et jouera avec la raquette Donnay Allwood. En 1992, Andre Agassi gagne le premier de ses 68 titres en carrière à Wimbledon en jouant avec une raquette Donnay Pro One. En 2010, la marque fête ses 100 ans.
En 1990, l'unité de production de la marque située à 50 km de Couvin (à Signy-l'Abbaye, dans les Ardennes, France) où l'on fabriquait des tables de tennis de table, ferme. 
Après plusieurs années d'exil outre-Atlantique à New York, Donnay USA Ltd a le projet de revenir s'installer dans son berceau de Couvin et de proposer une nouvelle gamme de raquettes avec une nouvelle technologie anti-vibration pour l'ensemble de l'Europe.
Actuellement, la gamme X-Series™ de raquettes Donnay s'articule autour de la nouvelle technologie XēneCore™.
Désormais, Donnay, qui s'était focalisé sur les sportwear, ne propose plus de produit sur son site. 